# Sherry B. Ortner
Sherry Beth Ortner (* 19. September 1941 in New Jersey) ist eine feministische Anthropologin und Professorin US-amerikanischer Herkunft.

## Leben
Ortner wuchs in einer jüdischen Mittelschichtsfamilie auf und studierte an der Universität von Colorado Anthropologie.
1966–68 beendete sie ihre erste Feldforschung in Nepal. Ortner hatte an den sozialen Protesten der 1960er Jahre teilgenommen und war in der Anti-Kriegs- und Bürgerrechtsbewegung aktiv. Dann machte sie Bekanntschaft mit der damals aufkeimenden Frauenbewegung. In den 1970ern waren Frauenthemen innerhalb der Anthropologie noch sehr marginalisiert.
1992 wurde Ortner in die American Academy of Arts and Sciences gewählt, 2023 in die British Academy. Außerdem erhielt sie 1990 ein MacArthur-Stipendium und 2001 die Anders-Retzius-Medaille. Heute ist sie eine der führenden Persönlichkeiten der feministischen Anthropologie, sie arbeitet und lehrt an der University of California, Los Angeles.

## Werke

### Sherpas Through Their Rituals (1978)
Sherpas Through Their Rituals ist Ortners publizierte Form ihrer Dissertationsarbeit in Nepal.
Sie beschäftigt sich darin mit Ritualen und zeigt, wie einzelne Symbole in der Sozialstruktur verhaftet sind. Sie beschreibt das Leben der Sherpas, deren Beziehungen und Lebenswege durch  Analyse ihrer religiösen Riten. Ortners Frühwerk war beeinflusst von Clifford Geertz Ideen. Das Werk ist sehr dicht gefüllt mit ethnographischen Beschreibungen, enthält aber auch schon einige Hinweise auf Ortners spätere Theorien.

### Is Female to Male as Nature is to Culture (1974)
Is Female to Male as Nature is to Culture war das Werk, mit dem sie sich ausdrücklich der feministische Forschung zuwendete. Hier machte sie die heute berühmt gewordene Aussage, dass die Frau immer mit Natur, der Mann mit Kultur assoziiert wird und darin sah sie den Grund für die universale Unterdrückung der Frau durch den Mann, so wie die Kultur die Natur zähmt.
Als empirisches Beispiel gab Ortner die Crow-Indianer an, die auf den ersten Blick sehr matrilinear organisiert wirken und bei denen die Frauen im Mittelpunkt zu stehen scheinen. Doch Ortner zeigt auf, dass auch in dieser Gruppe die Frau unterdrückt und abgewertet wird, nämlich wenn sie ihre Menstruation hat. Dann ist sie von wichtigen Zeremonien ausgeschlossen und darf wichtige Kultgegenstände nicht berühren.

## Sherry B. Ortners Schlussfolgerungen
Ortner hinterfragt warum Frauen mit Natur gleichgesetzt werden und ortet drei Aspekte, die aufeinander aufbauen:
1. Die Physiologie der Frau: Frauen werden der Natur näher gedacht, weil ihr Körper und seine Funktionen mehr auf die Reproduktion der Menschheit ausgerichtet sind, als derjenige des Mannes. Während die Frau durch ihren Körper zum Gebären befähigt / verdammt ist, kann oder muss der Mann seine Kreativität durch seine Arbeit extern in künstlichen Symbolen ausleben – er schafft Kultur (Ortner beruft sich hier auf Simone de Beauvoir). Nach de Beauvoir / Ortner stellt der Mann also unendlich bestehende Objekte her, während die Frau nur endliche, nämlich Menschen, produziert.
2. Die sozialen Rollen: Durch die Funktionen ihres Körpers wird die Rollenwahlmöglichkeit der Frau von der Kultur stark eingeschränkt. Die Mutter-Kind Beziehung wird mit dem häuslichen, das Männliche mit dem Öffentlichen assoziiert. Diese Dichotomie ist durch soziale Rollen konstruiert.
3. Die weibliche Psyche: Ortner meint, Frauen denken konkret und subjektiv, während Männer eher objektiv sind. Sie erklärt das mit der Sozialisation. Ortner beschreibt, wie Mädchen Kontinuität erfahren, denn die Mutter ist anfangs für beide, Mädchen und Buben, der Bezugspunkt. Für Mädchen bleibt sie dies. Buben aber erfahren einen Bruch, denn ab einem gewissen Alter übernimmt der Vater die Erziehung und der Bub muss lernen sich bewusst vom Weiblichen zu distanzieren. Er muss lernen, ein Mann zu sein, indem er eine abstrakte Beziehung zum wenig anwesenden Vater aufbaut.

## Einordnung der Autorin
Die Anfänge feministischer Theoriebildung liegen in der Auseinandersetzung mit dem Strukturalismus nach Claude Lévi-Strauss, der auf der Annahme eines Natur-Kultur-Gegensatzes als universell geltender gesellschaftlicher Konstante aufbaute.
Sherry Ortner war stark vom Strukturalismus beeinflusst, denn sie stellte eine für alle Gesellschaften gleichermaßen, also universell gültige symbolische Dichotomie von Natur und Kultur fest, die mit den Begriffen von "Weiblichkeit" und "Männlichkeit" korrespondierte.
Einige Autoren kritisierten dieses Dichotomiedenken des Strukturalismus und auch diesen Universalitätsanspruch bei Ortner. Sind Frauen wirklich überall universal auf der Welt unterdrückt?
Diese Kritik regte die Frauenforschung zu weiteren Diskussionen an und die als universell angenommenen Oppositionspaare erwiesen sich in den 1980er Jahren als spezifische, historisch gewachsene westliche Einstellung.

## Ausgewählte Bibliographie
- 1974: Is Female to Male as Nature Is to Culture? In: Michelle Zimbalist Rosaldo, Louise Lamphere u. a. (Hrsg.): Woman, Culture and Society. Stanford University Press, Stanford 1974, S. 67–87.
- 1978: Sherpas Through Their Rituals. Cambridge Press.
- 1981: als Hrsg. mit Harriet Whitehead: Sexual Meanings. Cambridge 1981.
- 1981: mit Harriet Whitehead: Gender and Sexuality In Hierarchical Societies. Cambridge Press, New York.
- 1984: Theory of Anthropology Since the Sixties.
- 1999: Life and Death on Mt. Everest. Sherpas and Himalayan Mountaineering. Princeton University Press.

Siehe auch: Feldforschung, Ethnologie, Kulturanthropologie, Sozialanthropologie